# フランツ・フェルディナンド (バンド)

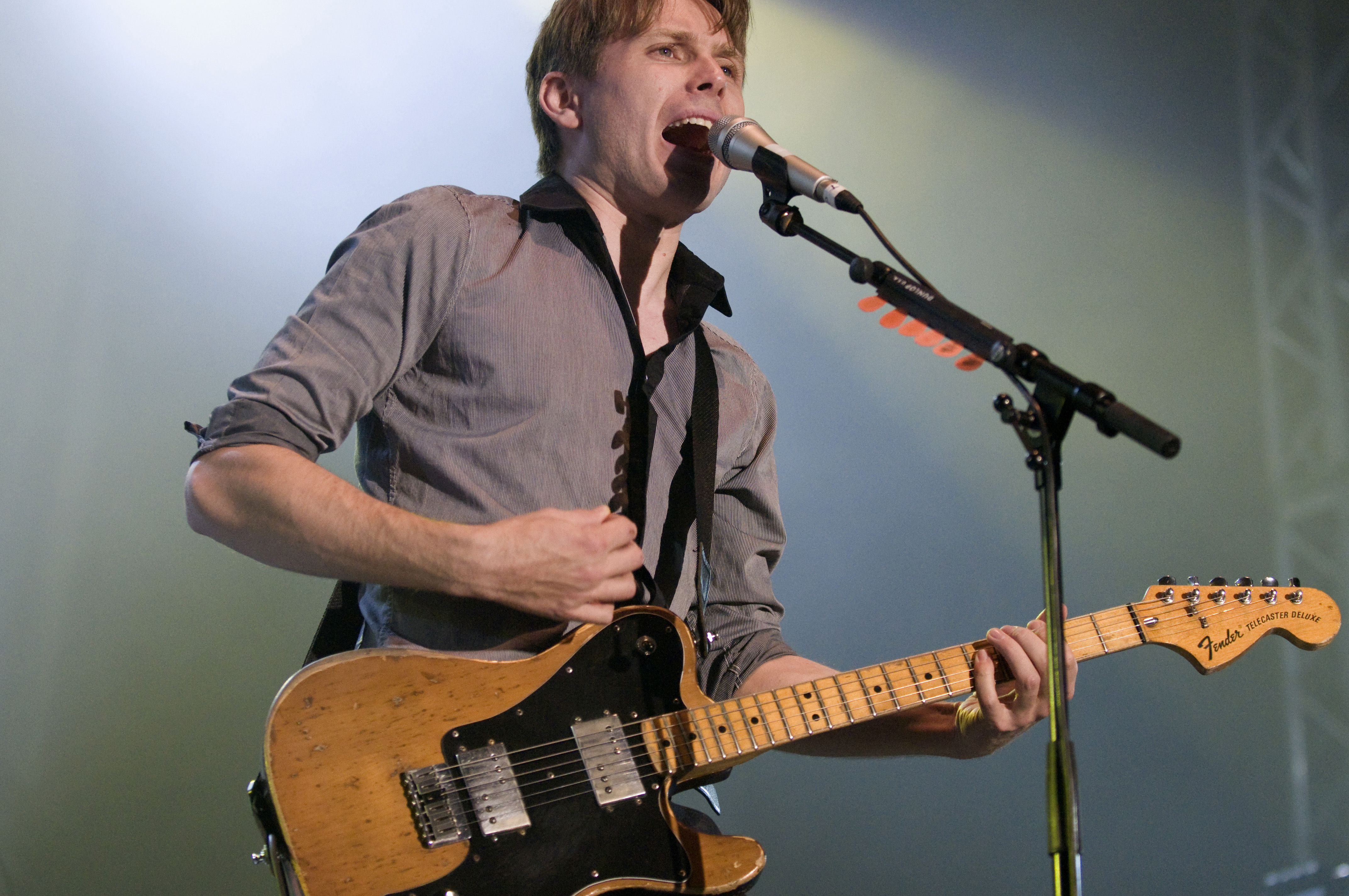
アレックス

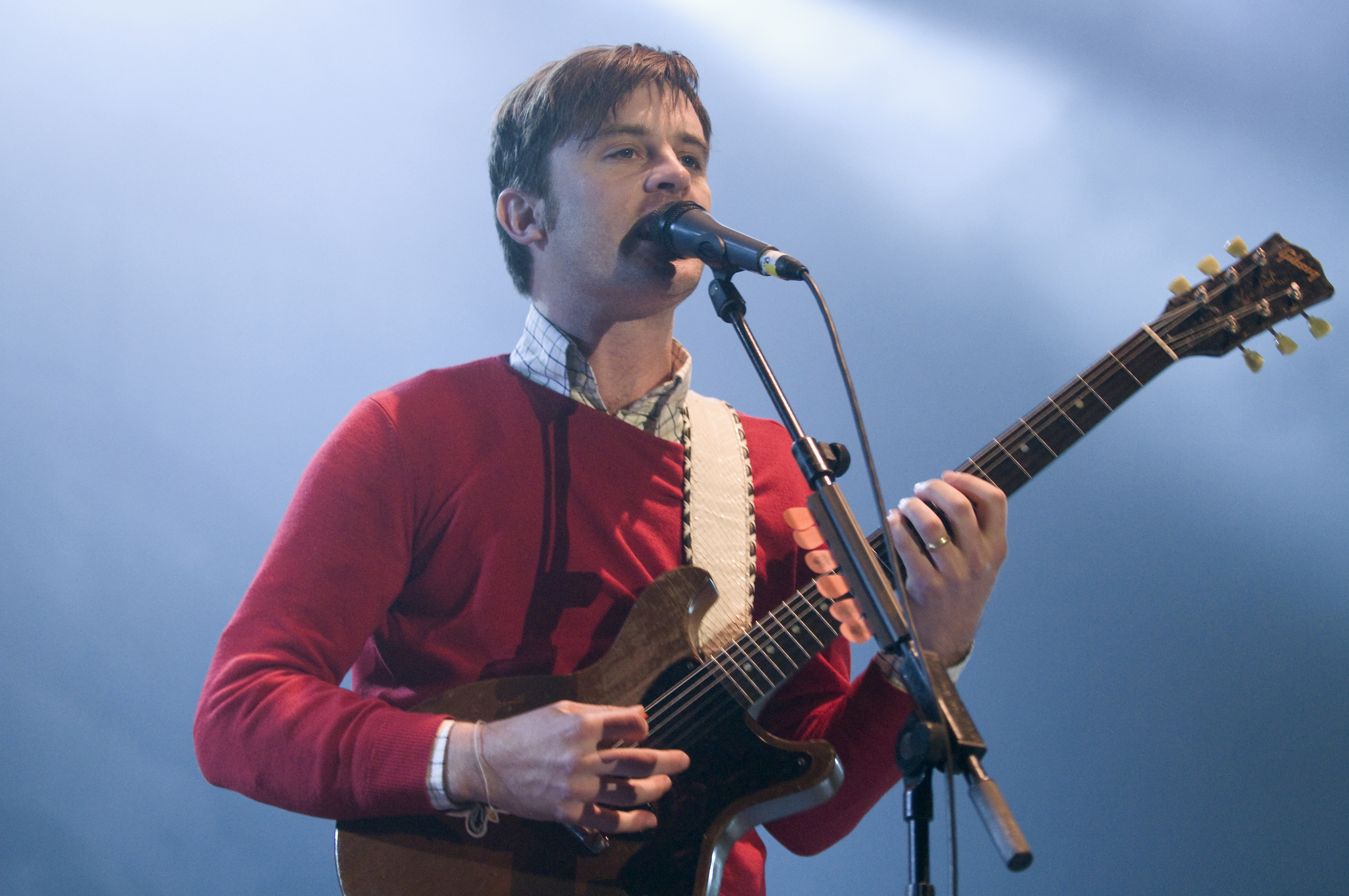
ニック

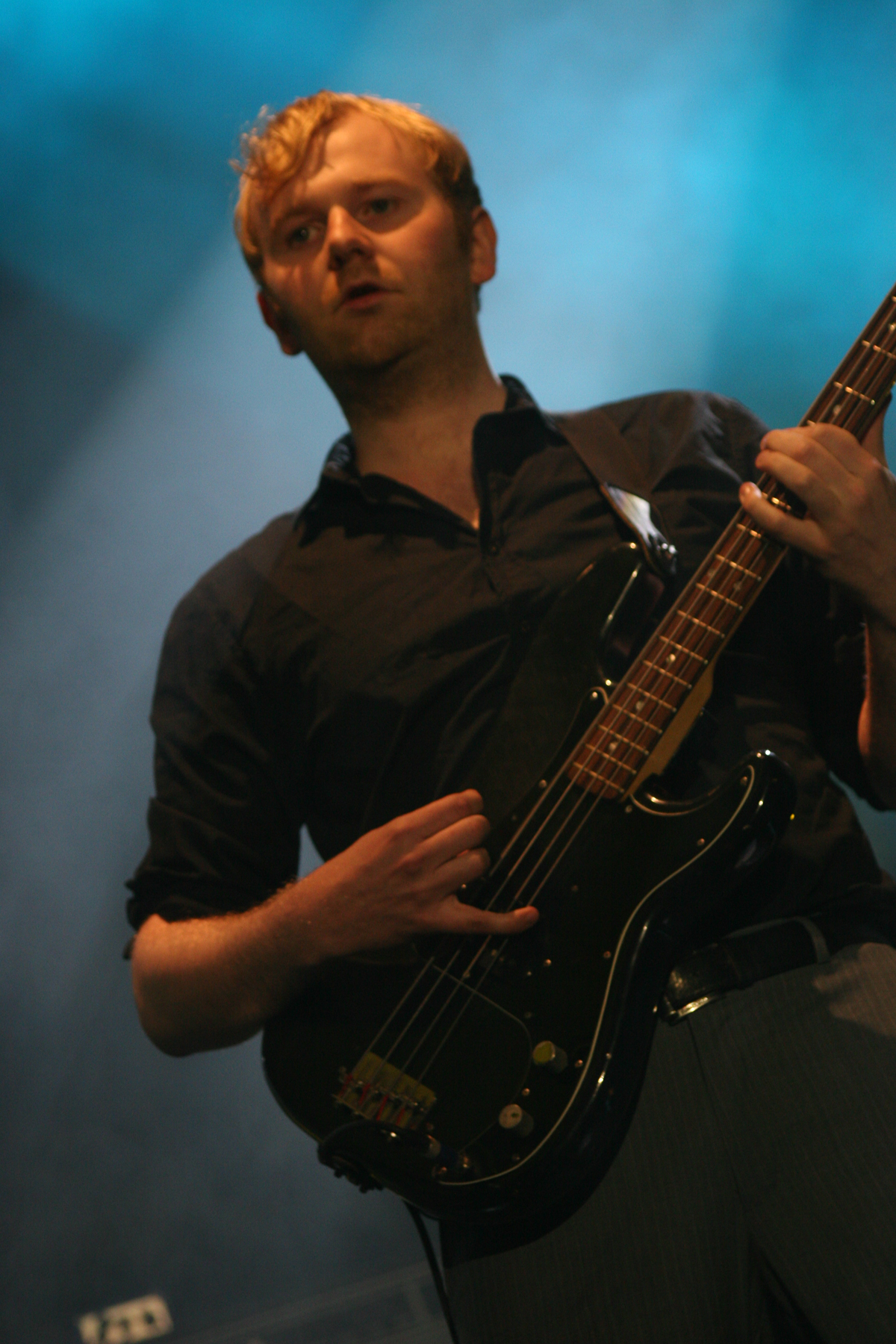
ボブ

フランツ・フェルディナンド（英: Franz Ferdinand）は、スコットランドのロックバンド。グラスゴー出身。

## 概要
アート・スクール的でポップな編集感覚溢れるそのサウンドは「ダンスとポップの垣根を取り払った」と喧伝される。一見すると、イギリス伝統のキャッチーなリフとメロディーを持ち合わせるレトロなロックンロール・アンサンブルながら、その内実ではエレクトロクラッシュを通過したダンサブルなリズムを導入し、ダンス・フロアでも機能する「踊れる」バンド・サウンドを実現させる。
ポスト・パンクからの影響を消化したギター・カッティングの多用も特徴だが、ヴィンテージ・シンセサイザーを駆使したアナログシンセ・ラインへの傾倒もみせるなど、レトロ・フューチャーなシンセポップ・ニューウェーブへの愛着も深い。

## 来歴
同郷グラスゴーのアート系大学の同期であったアレックスとボブ(アレックスが音楽仲間からベースを譲り受けたのがきっかけで画家志望だったボブを説得した)が中心となり、「女の子が踊れるような音楽を作る」という理想のもと、ドラマーに以前アレックスとThe Yummy Furと言うバンドを組んでいたポール・トムソン（The Yummy Furでもドラムを担当していたが、この時はギタリストとして加入させるつもりだった。)ギタリストにKamerakinoというジャズ・フュージョンバンドでプレイしていたニコラス・マッカーシー(この時マッカーシーはドラムが叩けると嘘をついて加入したと言う。その後トムソンとパートを交換するという形でギタリストになった。)を迎え。2001年にバンドを結成。そのまま学内や地元のパブなどで演奏を始め、コツコツとスコットランドのインディ・シーンで活動を開始。ほどなく「ダーツ・オヴ・プレジャー」がインディ・ファンから注目を集めると、その直後に発表されたシングル「テイク・ミー・アウト」が爆発的な反響を呼び、アルバム・デビュー前にもかかわらず、NME誌を中心にメディアが挙って彼らを取り上げ、大型新人として全英の注目を集めた。
2004年に発表したデビュー・アルバム『フランツ・フェルディナンド』は本国イギリスのみならずヨーロッパ各国、そしてアメリカでも爆発的な評判を呼ぶ作品となり、トータルセールスは400万枚を超え、グラミー賞ノミネートを始め、ブリット・アワード・マーキュリープライズ・NMEアワードという英国3大音楽賞を新人としては史上初めて同時に受賞する快挙も達成。
翌2005年リリースの2nd『ユー・クッド・ハヴ・イット・ソー・マッチ・ベター』は初登場で全英1位を獲得し、同作からカットされた「ドゥ・ユー・ウォント・トゥ」、「ザ・フォーラン」といったキラー・チューンのシングルヒットも続き、ロック／クラブ双方のリスナーからも支持され、人気を確実なものとした。今では2000年代にデビューしたバンドでも、とりわけ同時代のUKロックシーンを代表するバンドのひとつとして認められる存在である。
2016年7月8日バンドのツイッター上でニックの脱退が発表された。家族との時間を優先したいとの理由で次のアルバムのレコーディング及びツアーには参加しないというものであった。ただ再加入の可能性もあるなどの説明もあり一時的なものである可能性も含まれている。
2017年5月19日ニックの後任として新たにディーノ・バルドーとジュリアン・コリーの加入を発表し五人体制となった。
2021年にポールの脱退が発表、オードリー・テートが後任で加入した。

## エピソード
- 大成功したイギリスのインディー・ロックバンドの中では、特に下積み時代が長いことで有名でニックはドイツでKamerakinoとして活動し、ポールは再デビューの形でデビューしており、アレックスは3度目のデビューという形でデビュー当時31歳だった。
- デビュー間もない頃、前座にブロック・パーティを抜擢してライブを行った。結果的には彼らのブレイクの手助けになった[要出典]。
- フロントを務めるアレックスとニックの2人については、ゲイではと囁かれている[誰によって?]。それを臭わせる妖しげな歌詞[3]の楽曲もあり、オアシスのリアム・ギャラガーは「昔いたゲイのポップバンドのメンバーがダイエットして再デビューしたんじゃないのか」など、彼らをネタにした発言をしている。
- アレックスの発言には「ザ・フォールもP.I.Lも僕にはポップに聴こえる」というものがあり、それら実験性が高く一般的には難解とされるバンドを好んで参照しながらも、結果的にポップな楽曲に結実していくという、バンドの端的な姿勢が表れている[独自研究?]。

### バンド名
由来は、第一次世界大戦のキッカケとなったサラエボ事件で暗殺されたフランツ・フェルディナント・フォン・エスターライヒ＝エステからで、響きの良さから選んだとのこと。なお、日本では「フランツ・フェルディナンド」の表記で定着しているが、英語の発音に従えば「フランツ・ファーディナンド」になる。

### ライブ
セカンド・アルバム『ユー・クッド・ハヴ・イット・ソー・マッチ・ベター』発売後の世界ツアーでは、「アウトサイダース」演奏時に他のバンドの面々をステージ上に登場させ、大勢でドラム乱打を共演するというパフォーマンスを披露した。トリで出演したFUJI ROCK FESTIVAL '06では、ザ・クリブス、ザ・ズートンズ、ASIAN KUNG-FU GENERATIONらを招き、ドラムの乱れ打ちを演じた。「ウォーク・アウェイ」をライブで演奏する際は、ドラムのポールもギターを担当し、アレックス、ニックとともにトリプルギターの編成になることがある。その場合、ドラムはサポートメンバーが勤める。
2009年11月9日に東京国際フォーラムにて行なわれた公演は完全指定席制であったが、演奏終盤に「Ulysses」をプレイした際、サプライズを期していたバンドの扇動により、呼びかけに応じた多くの後方席の観客らが自らの席を発して最前列の座席脇通路や空スペースに続々浸出し、オールスタンディング制のライブハウス公演と見まごう事態に発展。慌てた会場スタッフが駆けつけて、前列進入防止の柵が急遽設置されるなどの対応に追われる事となった。

### 評価
- リッチー・サンボラ（ボン・ジョヴィ）

フランツ・フェルディナンドのファンであり、「フランツ・フェルディナンドは強烈だ。彼らの曲は大好きだよ。ステージで一緒にプレイしたいね」と話した。
- グレアム・コクソン（ブラー）

「彼らの音楽は80年代の音楽へのノスタルジアを感じさせる懐かしさがある」と述べた。
- 野宮真貴

「ギターフレーズが往年のトーキング・ヘッズを髣髴とさせる」とコメント。メンバーは、トーキング・ヘッズのファンである。また、「シンプルだけどとても計算された音楽」とも述べた。
- クリス・ペプラー

「曲作りには確信犯的なセンスと抜群のアレンジ能力をもっており、それが上質なポップへと結実している」と語り、「今まで会ってきたミュージシャンのなかでも、フランツは一番ナイスガイで好感度はピカイチ」と、その人柄を絶賛している。

## メンバー
- アレックス・カプラノス (Alex Kapranos、1972年3月20日生まれ) - ボーカル、ギター、キーボード (2002年- ）

メンバー最年長、バンドのフロントマンであり、主なソング・ライティングを一手に手掛ける。ザ・クリブスのサード・アルバム『メンズ・ニーズ，ウィメンズ・ニーズ，ホワットエヴァー』のプロデューサーを務めた。ギリシャ系の家系である。フランツ・フェルディナンド結成前にThe Karelia(この頃は母方の姓でアレックス・ハントリー"Alex Huntley"と名乗っていた。)とThe Yummy Fur(この時は途中加入でベースを担当)という二つのバンドで2度デビューしている。
- ボブ・ハーディ (Bob Hardy、1980年8月16日生まれ) - ベース (2002年- )

バンド結成の中心人物でありバンマス的存在だが、普段もライブも目立とうとはしない。
- ディーノ・バルドー (Dino Bardot) - ギター、バッキングボーカル (2017年- )

ニックの後任として加入。1990sというバンドでプレイしていた。
- ジュリアン・コリー (Julian Corrie) - キーボード、ギター、バッキングボーカル (2017年- )

ニックの後任として加入。ミャオミャオという名義で音楽制作をしていた。

- オードリー・テート (Audrey Tait) - ドラム、パーカッション（2021年-)

ポールの後任として加入。
旧メンバー
- ニック・マッカーシー (Nick McCarthy、1974年12月13日生まれ) - ギター、キーボード、バックボーカル (2002年-2016年)

アレックスと並び、ほぼツインボーカルとかわらないほどの役割を担う。演奏時には、ギターを胸元よりも高い位置で弾く。イングランド生まれドイツ育ち。スーパー・ファーリー・アニマルズの2009年のアルバム『ダーク・デイズ / ライト・イヤーズ』収録曲「Inaugural Trams」ではドイツ語でのラップを、フランツ・フェルディナンドでも[Erdbeer Mund]という全詞ドイツ語の曲を披露している。フランツ・フェルディナンド結成前はKamerakinoというバンドでプレイしていた。
2016年、家族との時間を大切にしたいという理由からバンドからの脱退が発表された。
- ポール・トムソン (Paul Thomson、1976年9月15日生まれ) - ドラム、ギター (2002年-2021年)

フランツ・フェルディナンド結成前はThe Yummy Furのドラマーだった。日本のバンドについて造詣が深く、2009年4月17日放送のNHKの「MUSIC JAPAN OVERSEAS」で、フラワー・トラベリン・バンドやボアダムス、UFO OR DIE、Melt-Banana、OOIOO、POLYSICSなどが好きだと述べた。2021年に、SNSでバンドからの脱退が発表された。

## ディスコグラフィ

### アルバム
| 年                                        | タイトル                                                                                     | アルバム詳細                                                                                             | チャート最高位 | チャート最高位 | チャート最高位 | チャート最高位 | チャート最高位 | チャート最高位 | チャート最高位 | チャート最高位 | チャート最高位 | チャート最高位 | 認定 |
| 年                                        | タイトル                                                                                     | アルバム詳細                                                                                             | UK             | AUS            | AUT            | BEL            | FRA            | GER            | IRE            | NLD            | SWI            | US             | |
| ----------------------------------------- | -------------------------------------------------------------------------------------------- | --- | -------------- | -------------- | -------------- | -------------- | -------------- | -------------- | -------------- | -------------- | -------------- | -------------- | --- |
| 2004                                      | フランツ・フェルディナンド Franz Ferdinand                                                   | - 発売日: 2004年2月9日 - レーベル: ドミノ・レコーズ - フォーマット: CD、LP、音楽配信 - 全英売上: 130万枚 | 3              | 12             | 26             | 7              | 26             | 16             | 2              | 18             | 35             | 32             | - UK: 4× プラチナ - AUS: プラチナ - BEL: ゴールド - CAN: ゴールド - GER: ゴールド - NOR: ゴールド - US: プラチナ |
| 2005                                      | ユー・クッド・ハヴ・イット・ソー・マッチ・ベター You Could Have It So Much Better            | - 発売日: 2005年9月28日 - レーベル: ドミノ・レコーズ - フォーマット: CD、LP、音楽配信                    | 1              | 5              | 5              | 4              | 5              | 2              | 2              | 9              | 4              | 8              | - UK: プラチナ - AUS: ゴールド - BEL: ゴールド - GER: ゴールド - SWI: ゴールド - US: ゴールド                    |
| 2009                                      | トゥナイト Tonight: Franz Ferdinand                                                          | - 発売日: 2009年1月26日 - レーベル: ドミノ・レコーズ - フォーマット: CD、LP、音楽配信                    | 2              | 6              | 5              | 4              | 4              | 2              | 10             | 4              | 3              | 9              | - UK: ゴールド                                                                                                   |
| 2013                                      | ライト・ソーツ、ライト・ワーズ、ライト・アクション Right Thoughts, Right Words, Right Action | - 発売日: 2013年8月26日 - レーベル: ドミノ・レコーズ - フォーマット: CD、LP、音楽配信                    | 6              | 18             | 7              | 5              | 6              | 4              | 19             | 3              | 3              | 24             | |
| 2015                                      | F・F・S FFS ※FFS名義。スパークスとのコラボレーション                                         | - 発売日: 2015年6月8日 - レーベル: ドミノ・レコーズ - フォーマット: CD、LP、音楽配信                     | 17             | 85             | 36             | 32             | 27             | 22             | 37             | 13             | 19             | —              | |
| 2018                                      | オールウェイズ・アセンディング Always Ascending                                              | - 発売日: 2018年2月9日 - レーベル: ドミノ・レコーズ - フォーマット: CD、LP、カセット、音楽配信           | 6              | 28             | 16             | 21             | 14             | 13             | 35             | 19             | 5              | 59             | |
| 2025                                      | The Human Fear                                                                               | |                |                |                |                |                |                |                |                |                |                | |
| "—"は未発売またはチャート圏外を意味する。 |                                                                                              | |                |                |                |                |                |                |                |                |                |                | |

### トリビュート・アルバム
- 『セルジュ・ゲンズブールに捧ぐ』 - Monsieur Gainsbourg Revisited (2006年11月1日、ユニバーサル・ミュージック)

セルジュ・ゲンズブールのトリビュート・アルバム。ジェーン・バーキンとともに1曲目の「エンジェルの死」("A Song for Sorry Angel")に参加。

## 日本公演
| 日程           | イベント名             | 会場                                 | 備考                                                                                   |
| -------------- | ---------------------- | ------------------------------------ | -------------------------------------------------------------------------------------- |
| 2004年7月31日  | FUJI ROCK FESTIVAL '04 | 苗場スキー場                         | 昼間14時台でメインのグリーンステージを満員にさせた。                                   |
| 2005年10月7日  | -                      | 原宿アストロホール                   |                                                                                        |
| 2006年2月8日   | -                      | Zepp Nagoya                          |                                                                                        |
| 2006年2月9日   | -                      | Zepp Tokyo                           | ライヴの模様をリアルタイムで全国の地方都市の映画館に映像中継する実験的な試みを行った。 |
| 2006年2月10日  | -                      | 日本武道館                           | イギリスのバンドとしては史上最短となるデビューから2年で武道館公演を実現させる。        |
| 2006年2月12日  | -                      | Zepp Osaka                           |                                                                                        |
| 2006年7月28日  | FUJI ROCK FESTIVAL '06 | 苗場スキー場                         | 史上最速でのヘッドライナーに抜擢される。                                               |
| 2009年2月10日  | -                      | Zepp Tokyo                           |                                                                                        |
| 2009年7月25日  | FUJI ROCK FESTIVAL '09 | 苗場スキー場                         |                                                                                        |
| 2009年11月9日  | -                      | 東京国際フォーラム・ホールA          |                                                                                        |
| 2009年11月11日 | -                      | Zepp Nagoya                          |                                                                                        |
| 2009年11月12日 | -                      | Zepp Osaka                           |                                                                                        |
| 2012年8月18日  | SUMMER SONIC 2012      | 東京・QVCマリンフィールド            |                                                                                        |
| 2012年8月19日  | SUMMER SONIC 2012      | 大阪・舞洲サマーソニック大阪特設会場 |                                                                                        |
| 2013年11月19日 | -                      | Zepp Tokyo                           |                                                                                        |
| 2013年11月20日 | -                      | Zepp Tokyo                           |                                                                                        |
| 2013年11月22日 | -                      | Zepp Namba                           |                                                                                        |
| 2014年7月25日  | FUJI ROCK FESTIVAL '14 | 苗場スキー場                         |                                                                                        |
| 2018年1月25日  | -                      | 新木場STUDIO COAST                   |                                                                                        |
| 2018年11月27日 | -                      | 東京国際フォーラム・ホールA          |                                                                                        |
| 2018年11月28日 | -                      | Zepp Osaka                           |                                                                                        |
| 2022年11月28日 | -                      | 東京ガーデンシアター                 | 4年振りとなる来日                                                                      |
| 2022年11月30日 | -                      | なんばHATCH                          |                                                                                        |